# Досвід користування
Досвід користування (англ. User Experience, UX) — це те, що людина відчуває при користуванні продуктом, системою чи сервісом (послугою). Основними об'єктами дослідження є враження, емоції та користь, отримані від взаємодії з продуктом. Також досвід користування включає практичність, простоту використання та швидкодію системи. Досвід користування має суб'єктивний характер (бо пов'язаний з індивідуальними відчуттями і думкою) і може змінюватись з часом при зміні обставин.

## Визначення
Згідно зі стандартом ISO 9241-210, досвід користування — це «відчуття і реакції людини, що виникли внаслідок використання або уявного використання продукту, системи чи сервісу» («a person's perceptions and responses that result from the use or anticipated use of a product, system or service»).
В додаткових примітках до визначення ISO зазначено, що досвід користування включає в себе емоції, переконання, преференції, відчуття, фізичну та психологічну реакцію (у тому числі поведінку і досягнення), які виникли до, під час або після використання. Також в примітках виділено фактори, що впливають на досвід користування: система, користувач і контекст використання.
Існує також багато інших визначень досвіду користування. Вони наведені на сайті Allaboutux.org. Деякі з них були досліджені доктором E.L.C.Law та іншими вченими у 2009 році.

## Історія
Термін user experience був введений до широкого вжитку в середині 1990-х Дональдом Норманом.
Завдяки досягненням в мобільності, розповсюдженості та соціалізації комп'ютерних технологій взаємодія з комп'ютером стала частиною майже усіх аспектів людського життя. Це призвело до переходу від звичайного проектування ергономіки до значно ширшого і тоншого проектування, яке б враховувало відчуття користувачів, їх мотивацію та користь отриману від використання.
Через високу конкуренцію серед вебсайтів вебдизайн вимагав очевидності інтерфейсу та більшої результативності використання. Можливо саме тому перші публікації про досвід користування були пов'язані саме з дизайном вебсайтів.

## Фактори, що впливають на досвід користування
Для зручності фактори, що впливають на досвід користування, розбито на три основні групи: стан і попередній досвід користувача, властивості системи та контекст використання (тобто ситуація). Наведений далі приклад чудово ілюструє основні фактори, що впливають на досвід користування.

### Приклад
Ліза їде додому на автобусі. Її чоловік у відрядженні і вона хоче дізнатись як він влаштувався. Автобус переповнений, їй доводиться стояти, але попри це вона хоче використати вільний час щоб зв'язатись з чоловіком по телефону. Розглянемо фактори, які вплинуть на її досвід користування телефоном:
- Емоційний стан Лізи — її вміння, мотивація, очікування, настрій; а також наявні фізичні можливості — для користування телефоном вільна лише одна рука.
- Контекст тобто ситуація, в якій знаходиться Ліза:
  - Фізичний — оточення, яке вона відчуває: автобус, що рухається, вид з вікна, освітлення, шум;
  - Соціальний — вплив інших людей на її досвід користування: інші пасажири, правила поведінки, досяжність чоловіка;
  - Обмеження в часі: час поїздки в автобусі;
  - Інфраструктурний: досяжність мережі, вартість дзвінків та текстових повідомлень, правові обмеження;
  - Задачі — основна: дізнатись як справи в чоловіка; та інші активності: слідкувати за тим щоб вийти на потрібній зупинці, випадкові відволікання.

Цей контекст змушує Лізу використати текстові повідомлення для зв'язку з чоловіком. Окрім цього контекст впливає на саму взаємодію з телефоном, а отже і на досвід користування.
- Система для обміну повідомленнями (наразі, це мобільний телефон і система SMS) — інтерфейс користувача, функціональність (програма для набору повідомлень і клавіатура), зовнішній вигляд і бренд.

Основна користь від функціональності — це, власне, спілкування; решта функцій повинні сприяти цій меті.
Після прочитання відповіді чоловіка емоції Лізи можуть змінюватись від задоволення до розчарування, від захоплення до відчаю. Однак вивчення досвіду користування зосереджене на тих відчуттях Лізи, які пов'язані з використанням телефону, а не з її чоловіком. В першу чергу нас цікавлять відповіді на наступні запитання. Чи система надала Лізі можливість спілкування з чоловіком так як вона цього хотіла в даному контексті? Чи система порадувала її перевищивши очікування?

## Миттєві емоції та загальне враження від використання
В вищенаведеному сценарії ми досліджували миттєві емоції Лізи від спілкування з чоловіком за допомогою текстових повідомлень в переповненому автобусі. Ми можемо дослідити досвід користування телефоном в багатьох інших ситуаціях. Проте для отримання повної картини потрібно дослідити загальне враження від використання (англ. overall user experience). В наведеному прикладі вивчення миттєвих емоцій може виявитися не найкращим шляхом до розуміння досвіду користування Лізи, оскільки вони були здебільшого спричинені змістом (повідомлення чоловіка), а не досліджуваним продуктом (мобільним телефоном). Втім для деяких систем, в яких на змісті зосереджена основна увага (напр. комп'ютерні ігри), потік емоцій характеризує досвід користування найкращим чином.
Миттєвий досвід впливає на загальне враження від використання: відчуття натискання на кнопки впливають на відчуття набору тексту повідомлення, які в свою чергу впливають на досвід користування службою обміну повідомленнями, що зрештою впливає на загальне враження від використання телефону. Але загальне враження від використання не є просто сумою ситуативних вражень, оскільки деякі враження важливіші за інші. Загальне враження також залежить від факторів поза епізодом взаємодії: бренд, цінова політика, думка друзів, повідомлення в медіа та ін.
Деякі напрямки досліджень досвіду користування зосереджуються на емоціях, тобто на миттєвих враженнях, що виникають під час взаємодії. Це проектування емоційної взаємодії (англ. designing affective interaction) та оцінювання емоцій (англ. evaluating emotions). Інші ж цікавляться довготерміновим зв'язком між досвідом користування і любов'ю до продукту. В проектуванні продуктів, які необхідні своїм компаніям для підтримки бренду і розширення клієнтської бази, досвід користування вивчається особливо ретельно. Тут важливими є всі рівні досвіду користування — моментальний, епізодичний, довготерміновий. Але методи проектування і оцінки цих рівнів можуть дуже відрізнятися.